# Biskopsdömet Havelberg
Biskopsdömet Havelberg var ett furstbiskopsdöme i Tysk-romerska riket, grundat år 948 av kung Otto I. Det andliga stiftet omfattade stora delar av Prignitz i nordvästra delen av nuvarande Brandenburg och biskopen var underställd Magdeburgs kyrkoprovins och ärkebiskoparna av Magdeburg. Biskoparna och domkapitlet hade sitt kyrkliga säte i Havelbergs domkyrka i Havelberg, medan det huvudsakliga residenset för biskoparna från slutet av 1200-talet var Wittstocks biskopsborg.

## Historia
Till följd av det stora slaviska upproret år 983 blev biskopsdömet Havelberg i praktiken endast ett titulärt biskopsdöme, utan kontroll över sitt territorium. Under kejsar Lothar III och markgreve Albrekt Björnen kom området närmast öster om Elbe åter under tysk-romerska rikets kontroll. Ärkebiskopen av Magdeburg, Norbert av Xanten, vigde 1129 en ny biskop, Anselm av Havelberg. Under dennes styre utverkades skydd för den på grund av stridigheter decimerade befolkningen, så att bosättare åter kunde slå sig ned i regionen. Klostret i Jerichow  (1144) och domkapitlet i Havelberg (1147) grundades och uppbyggnaden av Havelbergs domkyrka påbörjades också under biskop Anselm. Furstbiskopsdömet var redan från 1151 riksomedelbart, med biskoparnas världsliga territorium som direkt förläning under kejsaren. I praktiken spelade dock det relativt lilla biskopsdömet en underordnad roll till de brandenburgska markgrevarna och kurfurstarna, och under 1300-talet och 1400-talet kom biskoparna successivt att erkänna kurfursten av Brandenburg som världslig länsherre.

## Administrativa indelningar
Domkapitlet tillhörde ursprungligen premonstratensordens sachsiska ordensprovins och domprosten fungerade samtidigt som ärkediakon för Havelberg. Till domkapitlet hörde ett tjugotal domherrar, varav majoriteten från adliga familjer. Det kyrkliga stiftet indelades i nio prosterier (dekanat). 
Biskopens världsliga furstbiskopsdöme indelades i fyra Amt:
- Wittstock och Dossow (Amt Wittstock, 17 byar),
- Wilsnack och Plattenburg (Amt Plattenburg, tio byar),
- Schönhausen och Fischbeck (Amt Schönhausen) samt
- Fehrbellin (Amt Bellin, tre byar).

En betydande vallfartsort i biskopsdömet var Wilsnack med vallfartskyrkan Wunderblutkirche. De omstridda hostierna med blodsundret ledde från Jan Hus tid (omkring 1403) till ständiga motsättningar mellan Havelbergs stift och det överordnade Magdeburgs ärkestift.

## Reformationen
1506 omvandlades domkapitlet till ett kanikstift. 1514 fick kurfurstarna av Brandenburg rätt att utnämna domprosten, och 1522 förband sig domkapitlet att inte välja biskop utan att rådfråga kurfursten.
I samband med en visitation från Martin Luther anslöt sig biskopsdömet under perioden från 1540 till 1545 till den lutherska reformationen. Under följande år valdes endast söner till kurfurstarna av Brandenburg till biskopar, och 1571 sekulariserades slutligen furstbiskopsdömet genom att territoriet helt uppgick i kurfurstendömet. 1819 upplöstes även det kvarvarande evangeliska domkapitlet.

## Residensorter
I närheten av Havelberg låg biskoparnas residens Plattenburg nära Wilsnack, men efter 1271 var biskoparnas huvudsakliga residens biskopsborgen i Wittstock.